# Rhaphidophora rufobrunnea
Rhaphidophora rufobrunnea is een rechtvleugelig insect uit de familie grottensprinkhanen (Rhaphidophoridae). De wetenschappelijke naam van deze soort is voor het eerst geldig gepubliceerd in 1921 door Chopard.